# Phonsavan
Phonsavan (del lao: ໂພນສະຫວັນ) es la capital de la provincia de Xiangkhoang, en el distrito de Pek, Laos. Se compone de varias aldeas y posee un acceso al ‘Páramo de las tinajas’. Compuesta por varios grupos étnicos no laosianos y una pequeña comunidad chino-laosiana, entre ellos, que habitan en las colinas circundantes. Su entorno natural está dominado por verdes colinas y bosques de pinos. El aeropuerto de Xiangkhoang está localizado en las cercanías de esta ciudad.

## Historia
A mediados de los años 1970, durante la guerra civil que se desató en ese país, se libraron muchas batallas y de esto resultó la destrucción casi total de la capital anterior denominada como Xiangkhoang. Los enfrentamientos que sucedieron en ese entonces fueron entre quienes militaban en el Pathet Lao y las fuerzas anticomunistas respaldadas por los Estados Unidos. El triunfo fue de los Pathet Lao y se toman el poder. Luego de terminado todo esto, tuvo lugar la fundación de Phonsavan como ciudad.

## Galería

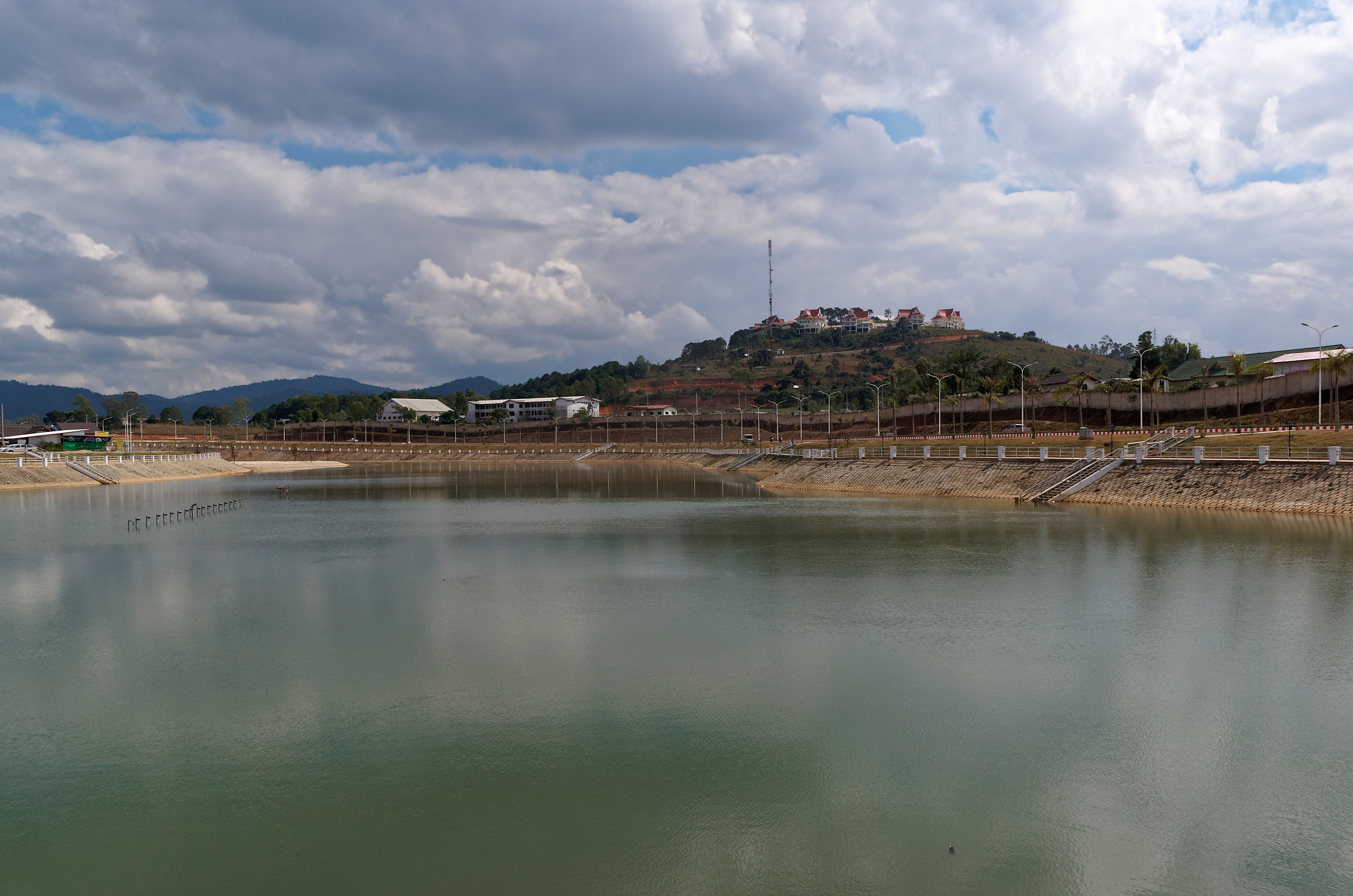
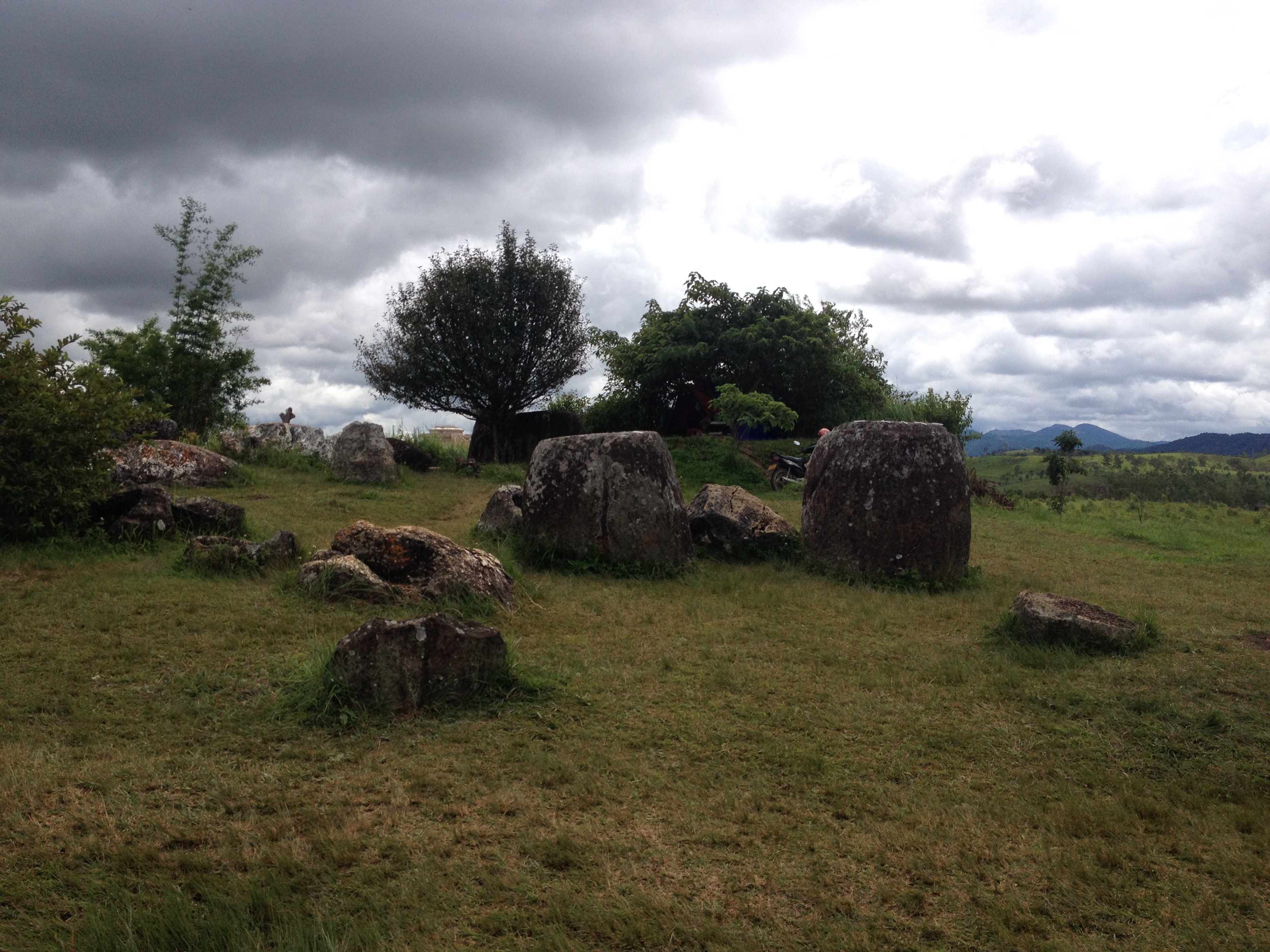